# Дорошенко Володимир Борисович
Володи́мир Бори́сович Дороше́нко (15 травня 1946, с. Плоска, Дубенський район, Рівненська область — 11 січня 2023, м. Уфа, Башкортостан) — український громадський діяч у Російській Федерації, голова Республіканського національно-культурного центру українців Башкортостану «Кобзар» (1992—2015).

## Біографічні відомості
У 1969 р. закінчив Львівський державний університет за спеціальністю обчислювальна математика. Того ж року за розподілом був направлений до УМПО інженером-програмістом. Потім працював начальником відділу забезпечення функціонування Московського державного гуманітарного університету ім. М. О. Шолохова.

## Громадська діяльність
Володимир Дорошенко був одним із засновників і першим головою Республіканського національно-культурного центру українців Башкортостану «Кобзар», створеного з метою розвитку духовної культури українців Республіки Башкортостан, вивчення української мови, національних традицій, звичаїв, історії та культури. Також Дорошенко був у складі Громадської ради при Президенті (Главі) Республіки Башкортостан (з 1997 р.), членом Конституційної ради Республіки Башкортостан (з 2002 р.).
Він організував роботу Спілки українок Башкортостану «Берегиня» (1995 р.) та Спілки української молоді Башкортостану (1998 р.). За підтримки «Кобзаря» та Володимира Борисовича діяли 4 загальноосвітні та 3 недільні школи з вивченням української мови, в 11 освітніх закладах запроваджено вивчення предметів українознавчого циклу, спільно з українським історико-культурним центром організовано республіканський літній лінгвістичний табір «Кобзарик». У співробітництві з московською Бібліотекою української літератури відкрито українську бібліотеку в Уфі (понад 3000 книг станом на 2018 рік).
За сприяння Володимира Борисовича створено близько 20 українських колективів мистецької самодіяльності, зокрема, народний хор української пісні «Кобзар», де він був солістом, фольклорний ансамбль «Зоряний світ» історико-культурного центру «Золотоношка» Стерлітамацького району, народні фольклорні ансамблі «Хуторок» села Язиково Благоварського району, «Червона калина» села Санжарівка Чишминського району, ансамбль української пісні «Джерело» Дьомського району Уфи.
Він був одним із засновників газети «Криниця», ініціатором проведення Шевченківських читань у Башкортостані, ініціатором і організатором республіканських фестивалів української культури «Ой, радуйся, земле» в селі Золотоношка Стерлітамацького району.
Як один з провідних українських громадських активістів у Російській Федерації Володимир Дорошенко брав участь у світовому українському рухові, був делегатом Всесвітніх форумів українців, учасником Світових Конгресів Українців.

## Нагороди
- Орден «За заслуги» ІІІ ст.
- Орден «За заслуги» II ступеня (19.11.2008)[1]